# Devils (musikalbum)
Devils är ett musikalbum från 2004 av det finska gothic rock-bandet The 69 Eyes.

## Låtlista
1. "Devils" - 3:51
2. "Feel Berlin" - 4:08
3. "Nothing on You" - 4:09
4. "Sister of Charity" - 5:03
5. "Lost Boys" - 3:23
6. "Jimmy" - 3:09
7. "August Moon" - 3:37
8. "Beneath the Blue" - 3:12
9. "Christina Death" - 4:02
10. "Hevioso" - 4:12
11. "Only You Can Save Me" - 3:32